# D.J. Augustin
Darryl Gerard Augustin jr., detto D.J. (New Orleans, 10 novembre 1987), è un ex cestista statunitense, professionista nella NBA.
Ha giocato come guardia tiratrice per i Longhorns della University of Texas dal 2006 al 2008, per poi approdare in NBA in occasione del draft 2008 selezionato dai Charlotte Bobcats come nona scelta assoluta.

## Carriera

### Primi anni
Nato a New Orleans, Louisiana, fu costretto insieme alla famiglia a lasciare la città nel 2005 a causa dell'uragano Katrina. Ha giocato il suo ultimo anno alla Hightower High School a Missouri City, in Texas, diplomandosi tuttavia alla Brother Martin High School di New Orleans. Giocando per la Brother Martin, Augustin ha guidato la squadra alla vittoria di due campionati regionali.
La sua prima partita negli Hurricanes è stata contro la Madison High School e Augustin ha realizzato 29 punti, 8 rimbalzi e 14 assist, portando la sua squadra alla vittoria per 83-59. Hightower ha raggiunto il terzo turno dei playoff, nel quale è stata eliminata, terminando la stagione con un record di 26-4. Augustin ha vinto numerosi titoli dopo quella stagione ed è stato nominato MVP del distretto 20-5A, Houston Chronicle Player of the Year, è entrato nel primo quintetto all-Greater Houston e nel primo quintetto all-state. Augustin ha terminato la sua carriera nella high school con la nomina di McDonald's All-American e ha iniziato come guardia tiratrice nella compagine del West contro Kevin Durant, che sarebbe stato poi suo compagno di squadra alla University of Texas.

### College - Matricola
È stato una delle sette matricole che si sono unite ai Longhorns nella stagione 2006-07. È partito titolare in tutte le 35 partite della stagione, registrando medie di 14,4 punti e 6,7 assist a partita. È stato nominato sia nel secondo quintetto All-Big 12 sia nel primo quintetto Big 12 All-Rookie da parte degli allenatori e della Associated Press.
Ha avuto la possibilità di partecipare al draft NBA 2007 con Kevin Durant, ma ha deciso di rimanere ancora per un po' di tempo con i Longhorns.

### College - Secondo anno
Augustin, insieme al giocatore dei Texas A&M Aggies, Joseph Jones, è stato ritratto nella copertina del numero del 15 novembre 2007 di Sports Illustrated. Nell'autunno del 2007 ha portato il suo rating GPA da 3,64 a 4,0. Il 27 febbraio 2008 è stato nominato nel primo quintetto Academic All-America dal College Sports Information Directors Of America. In questo modo è diventato il secondo giocatore dei Texas Longhorns dopo Jim Krivacs a ricevere tale onore. Augustin è stato nominato nel primo quintetto USBWA All-America.
Il 3 aprile 2008, il Naismith Memorial Basketball Hall of Fame gli ha conferito il Bob Cousy Award.
Il 23 aprile 2008 ha dichiarato che avrebbe partecipato al draft. Il 3 giugno, con l'ingaggio di un agente, ha definitivamente dato addio alla NCAA.

### NBA
È stato selezionato dagli Charlotte Bobcats al draft NBA 2008. L'8 luglio 2008 ha firmato un contratto triennale da 3,8 milioni di dollari complessivi, con opzione per il 4º anno (poi esercitata). Il 30 ottobre ha fatto il suo debutto nella partita persa per 96-79 contro i Cleveland Cavaliers, registrando 12 punti e due assist in 25 minuti.
Il 20 gennaio 2011 ha realizzato il suo massimo in carriera fino ad allora, con 32 punti e 8 assist nella vittoria per 100-97 sui Philadelphia 76ers. Nel corso della stagione 2010-11 ha visto Augustin giocare tutte le 82 partite da titolare con una media di 33,6 minuti a partita, segnando 14,4 punti e registrando 6,1 assist per gara.
Arrivato alla scadenza del contratto, il 13 luglio 2012 firma con gli Indiana Pacers. Il 31 ottobre ha fatto il suo debutto vincendo 90-88 sui Toronto Raptors, registrando cinque punti, un rimbalzo, due assist e un recupero in 15 minuti.
Circa un anno dopo, il 22 luglio 2013, firma per i Toronto Raptors. Il 9 dicembre, dopo sole 10 partite giocate, viene tagliato. Pochi giorni dopo, il 13 dicembre, trova un nuovo ingaggio da parte dei Chicago Bulls. L'11 gennaio 2014 Augustin totalizza 12 assist, suo record stagionale, nella vittoria per 103-97 sui Charlotte Bobcats. Il 30 marzo 2014 segna 33 punti nella partita vinta per 107-102 sui Boston Celtics.
Il 15 luglio 2014 firma un contratto biennale a 6 milioni di dollari con i Detroit Pistons. Il 25 gennaio 2015, nella sua prima partita da titolare, sostituendo l'infortunato Brandon Jennings, Augustin ha segnato il suo record in carriera di 35 punti nella gara persa per 110-114 contro i Toronto Raptors.
Il 19 febbraio 2015, viene acquistato dagli Oklahoma City Thunder. Nella partita d'esordio, vinta per 110-103 sugli Charlotte Hornets, segna 12 punti, tre rimbalzi e due assist in 23 minuti di gioco, subentrando dalla panchina.
Il 18 febbraio 2016 viene ceduto ai Denver Nuggets. Il giorno successivo fa il suo debutto segnando otto punti, sei assist e tre palle rubate in 19 minuti, nella sconfitta per 116-110 contro i Sacramento Kings. Il 2 marzo 2016 registra il suo record stagionale di 26 punti in una vittoria per 117-107 sui Los Angeles Lakers, mentre il 12 marzo 2016 segna la sua prima doppia doppia della stagione con 17 punti e 10 assist nella gara vinta per 116-100 contro i Washington Wizards. Augustin ha registrato la sua seconda doppia doppia il 27 marzo 2016, totalizzando 18 punti e 10 assist nella sconfitta per 105-90 contro i Los Angeles Clippers.
Il 7 luglio 2016 firma un contratto quadriennale da 29 milioni di dollari con gli Orlando Magic. Il 29 gennaio 2017 segna 21 punti contro i Toronto Raptors.
Nella stagione successiva il 14 marzo 2018 segna 32 punti contro i Milwaukee Bucks mentre il 24 marzo 2018 totalizza 15 punti, 10 assist e nove rimbalzi nella gara vinta per 105-99 contro Phoenix Suns.
Durante i play-off, il 13 aprile 2019, segna 25 punti realizzando il tiro da tre punti decisivo che permette ai Magic di vincere per 104-101 la prima partita della serie contro Toronto Raptors. Nonostante il buon inizio, i Magic alla fine persero la serie. Anche nella stagione successiva i Magic non riesco a superare il primo turno di playoffs.
Il 28 novembre 2020 Austine firma un contratto triennale da 21 milioni di dollari con i Milwaukee Bucks per poi essere ceduto il 18 marzo 2021 agli Houston Rockets.
Dopo essere stato tagliato, il 1 marzo 2022 firma con i Los Angeles Lakers. L'anno successivo, il 22 marzo 2023, firma nuovamente con gli Houston Rockets che lo ingaggiano con un contratto fino a fine stagione.

## Statistiche

### NCAA
| Anno      | Squadra         | PG | PT | MP   | TC%  | 3P%  | TL%  | RP  | AP  | PRP | SP  | PP   |
| --------- | --------------- | -- | -- | ---- | ---- | ---- | ---- | --- | --- | --- | --- | ---- |
| 2006-2007 | Texas Longhorns | 35 | 35 | 35,6 | 44,9 | 44,1 | 83,8 | 2,8 | 6,7 | 1,5 | 0,1 | 14,4 |
| 2007-2008 | Texas Longhorns | 38 | 38 | 37,3 | 43,9 | 38,1 | 78,3 | 2,9 | 5,8 | 1,2 | 0,0 | 19,2 |
| Carriera  | Carriera        | 73 | 73 | 36,5 | 44,3 | 40,2 | 80,8 | 2,9 | 6,2 | 1,4 | 0,0 | 16,9 |

#### Massimi in carriera
- Massimo di punti: 31 vs Iowa State (10 febbraio 2007)[33]
- Massimo di rimbalzi: 7 vs Oklahoma State-Stillwater (16 gennaio 2007)
- Massimo di assist: 13 (2 volte)
- Massimo di palle rubate: 4 (8 volte)
- Massimo di stoppate: 1 (3 volte)
- Massimo di minuti giocati: 50 vs Oklahoma State-Stillwater (16 gennaio 2007)

### NBA

#### Regular season
| Anno      | Squadra           | PG  | PT  | MP   | TC%  | 3P%  | TL%  | RP  | AP  | PRP | SP  | PP   |
| --------- | ----------------- | --- | --- | ---- | ---- | ---- | ---- | --- | --- | --- | --- | ---- |
| 2008-2009 | Charlotte Bobcats | 72  | 12  | 26,5 | 43,0 | 43,9 | 89,3 | 1,8 | 3,5 | 0,6 | 0,0 | 11,8 |
| 2009-2010 | Charlotte Bobcats | 80  | 2   | 18,4 | 38,6 | 39,3 | 77,9 | 1,2 | 2,4 | 0,6 | 0,1 | 6,4  |
| 2010-2011 | Charlotte Bobcats | 82  | 82  | 33,6 | 41,6 | 33,3 | 90,6 | 2,7 | 6,1 | 0,7 | 0,0 | 14,4 |
| 2011-2012 | Charlotte Bobcats | 48  | 46  | 29,3 | 37,6 | 34,1 | 87,5 | 2,3 | 6,4 | 0,8 | 0,0 | 11,1 |
| 2012-2013 | Indiana Pacers    | 76  | 5   | 16,1 | 35,0 | 35,3 | 83,8 | 1,2 | 2,2 | 0,4 | 0,0 | 4,7  |
| 2013-2014 | Toronto Raptors   | 10  | 0   | 8,2  | 29,2 | 9,1  | 100  | 0,4 | 1,0 | 0,1 | 0,0 | 2,1  |
| 2013-2014 | Chicago Bulls     | 61  | 9   | 30,4 | 41,9 | 41,1 | 88,2 | 2,1 | 5,0 | 0,9 | 0,0 | 14,9 |
| 2014-2015 | Detroit Pistons   | 54  | 13  | 23,8 | 41,0 | 32,7 | 87,0 | 1,9 | 4,9 | 0,6 | 0,0 | 10,6 |
| 2014-2015 | Oklahoma Thunder  | 28  | 1   | 24,2 | 37,1 | 35,4 | 86,1 | 2,2 | 3,1 | 0,6 | 0,0 | 7,3  |
| 2015-2016 | Oklahoma Thunder  | 34  | 0   | 15,3 | 38,0 | 39,3 | 76,5 | 1,3 | 1,9 | 0,4 | 0,1 | 4,2  |
| 2015-2016 | Denver Nuggets    | 28  | 0   | 23,5 | 44,5 | 41,1 | 81,9 | 1,9 | 4,7 | 0,9 | 0,1 | 11,6 |
| 2016-2017 | Orlando Magic     | 78  | 20  | 19,7 | 37,7 | 34,7 | 81,4 | 1,5 | 2,7 | 0,4 | 0,0 | 7,9  |
| 2017-2018 | Orlando Magic     | 75  | 36  | 23,5 | 45,2 | 41,9 | 86,8 | 2,1 | 3,8 | 0,7 | 0,0 | 10,2 |
| 2018-2019 | Orlando Magic     | 81  | 81  | 28,0 | 47,0 | 42,1 | 86,6 | 2,5 | 5,3 | 0,6 | 0,0 | 11,7 |
| 2019-2020 | Orlando Magic     | 57  | 13  | 24,9 | 39,9 | 34,8 | 89,0 | 2,1 | 4,6 | 0,6 | 0,0 | 10,5 |
| 2020-2021 | Milwaukee Bucks   | 37  | 6   | 19,3 | 37,0 | 38,0 | 90,0 | 1,4 | 3,0 | 0,5 | 0,0 | 6,1  |
| 2020-2021 | Houston Rockets   | 20  | 6   | 20,8 | 42,4 | 38,6 | 90,7 | 2,2 | 3,9 | 0,4 | 0,0 | 10,6 |
| 2021-2022 | Houston Rockets   | 34  | 2   | 15,0 | 40,4 | 40,6 | 86,8 | 1,2 | 2,2 | 0,3 | 0,0 | 5,4  |
| 2021-2022 | L.A. Lakers       | 21  | 0   | 17,8 | 45,3 | 42,6 | 100  | 1,3 | 1,6 | 0,3 | 0,0 | 5,3  |
| Carriera  | Carriera          | 976 | 334 | 23,4 | 41,2 | 38,1 | 86,7 | 1,8 | 3,9 | 0,6 | 0,0 | 9,5  |

#### Play-off
| Anno     | Squadra           | PG | PT | MP   | TC%  | 3P%  | TL%  | RP  | AP  | PRP | SP  | PP   |
| -------- | ----------------- | -- | -- | ---- | ---- | ---- | ---- | --- | --- | --- | --- | ---- |
| 2010     | Charlotte Bobcats | 4  | 0  | 18,3 | 29,4 | 33,3 | 83,3 | 1,0 | 1,8 | 0,3 | 0,3 | 4,3  |
| 2013     | Indiana Pacers    | 19 | 1  | 16,6 | 38,0 | 39,6 | 80,6 | 0,8 | 0,7 | 0,4 | 0,0 | 5,2  |
| 2014     | Chicago Bulls     | 5  | 0  | 28,2 | 29,2 | 26,9 | 89,5 | 1,6 | 4,8 | 0,6 | 0,0 | 13,2 |
| 2019     | Orlando Magic     | 5  | 5  | 28,2 | 48,8 | 47,6 | 87,5 | 1,6 | 3,8 | 0,4 | 0,2 | 12,8 |
| 2020     | Orlando Magic     | 5  | 0  | 25,6 | 39,1 | 47,1 | 95,7 | 2,0 | 6,0 | 0,2 | 0,0 | 13,2 |
| Carriera | Carriera          | 38 | 6  | 21,0 | 36,8 | 39,0 | 87,4 | 1,2 | 2,4 | 0,4 | 0,1 | 8,2  |

#### Massimi in carriera
- Massimo di punti: 35 vs Toronto Raptors (25 gennaio 2015)[34]
- Massimo di rimbalzi: 9 (2 volte)
- Massimo di assist: 14 vs Detroit Pistons (10 aprile 2011)
- Massimo di palle rubate: 5 vs Cleveland Cavaliers (5 aprile 2011)
- Massimo di stoppate: 2 vs Golden State Warriors (28 febbraio 2019)
- Massimo di minuti giocati: 46 vs Cleveland Cavaliers (21 dicembre 2013)

## Palmarès
- McDonald's All-American Game (2006)
- NBA All-Rookie Second Team (2009)
- Bob Cousy Award (2008)